# Czeides-ház
A Czeides-ház Brassó műemlék épülete, mely főleg Bem József erdélyi hadjárata kapcsán ismert. A Főtér északkeleti részén, az úgynevezett Búzasoron áll, az ortodox templom paplakja és a Walbaum-ház között; mai kinézetét 1827-ben nyerte el. 1849-ben itt szállt meg Bem József, és erkélyéről olvasta fel a brassói kiáltványt. A romániai műemlékek jegyzékében a BV-II-m-A-11563 sorszámon szerepel.

## Története
A 16. századból származó tágas patriciusház az 1689-es tűzvészben leégett, a 18. század közepén építették újjá. A homlokzat 1827-ben nyerte el mai formáját. Eredetileg Christoph-házként ismerték, majd a Czeides család otthona lett. A 19. században itt lakott Peter Carl Czeides (1809–1889) brassói szász kereskedő, centumvir, aki 1835-ben a Kronstädter Allgemeine Sparkasse (Brassói Általános Takarékpénztár) társalapítója volt, és 1889-ben létrehozta a szegény szász lányokat segítő Czeides-alapítványt. 1849. március 21. és 24. között Bem József tábornok forradalmi hadseregének főhadiszállása volt. 1944-ig itt volt a Deutsche Kasino német irodalmi kör.
Jelenleg lakóház, földszintjén étterem működik. Bem brassói tartózkodását a ház falán elhelyezett két márvány emléktábla örökíti meg.

### Bem József Brassóban
Bem tábornok csapatai 1849. március 11-én elfoglalták Nagyszebent, majd Brassó felé indultak. Az ott állomásozó osztrák csapatok és számos szász és román polgár a Tömösi-szoroson keresztül Havasalföldre menekült, a barcasági román légió feloszlott, a brassói városi tanács pedig feltétel nélküli meghódolását jelentette be. A tábornok úgy döntött, hogy nem prédálja föl a várost, mert „Brassó az egész ország kereskedelmi ütőere, a város egymagában többet ér, mint a többi erdélyi városok összesen, ezért Brassót gyengíteni helytelen politika volna”.
Bem március 20-án vonult be a Brassóba. Az esti órákban Johann von Albrichsfeld főbíró vezetésével küldöttség érkezett, és könyörögtek, hogy Bem ne pusztítsa el a várost, és kegyelmezzen meg a lakosoknak. Bem biztosította a küldöttséget, hogy nem tekinti őket ellenségnek, nem lesz fosztogatás, és még hadisarcot sem vet ki rájuk. Az idős főbíró azonban nem fogta fel a tábornok szavainak értelmét, és tovább esdekelt kegyelemért, mire Bem felháborodott, hogy rablónak tekintik.
Március 21-én Bem a Czeides-ház erkélyéről olvasta fel a brassói kiáltványt: „A magyar kormány senkit sem akar elnyomni. Erdély lakói, ébredjetek valahára abból a kábulatból, melybe benneteket a lelkiismeretlen ravaszság taszított. Az elvakultak térjenek vissza otthonukba és foglalkozásukhoz. Magyarok, szászok és oláhok! Nyújtsatok egymásnak testvéri jobbot, távoztassatok minden nemzeti gyűlölséget, és boldogok lesztek.” A nap folyamán küldöttséget fogadott a Székelyföldről, és találkozott Karl Maager brassói kereskedővel, a centumvirátus szószólójával, aki az előző napi fogadás kínos emlékét próbálta elsimítani.
Március 23-án itt fogadta Cezar Bolliacot, az elbukott 1848-as havasalföldi forradalom egyik vezetőjét, akivel életre szóló barátságot kötött. A román negyvennyolcas forradalmárok közül Bolliac hirdette elsőnek a románok és magyarok közötti összefogás szükségét. Bem magyar, román, és szász forradalmi újságok indítását szorgalmazta, és megjelenésüket anyagilag is támogatta.
Bem József 1849 júniusában is járt Brassóban, ez alkalommal a Closius-házban szállt meg.

### A Bem-emléktábla
Koós Ferenc főtanfelügyelő indítványozására 1895-ben német nyelvű emléktáblát helyeztek el a Czeides-házon. Ezt az 1930-as évek végén a vasgárdisták eltávolították. 2002-ben megtalálták a Brassó Megyei Történeti Múzeum gyűjteményében, és a szükséges engedélyek beszerzése után, 2008. március 15-én visszatették a házra.
A ház falán 2004. március 15-én egy további, többnyelvű emléktáblát is lelepleztek. Ez utóbbi táblát két hét múlva összetörték; 2008-ban újra elkészítették és elhelyezték azt.

## Leírása
Négy szárnyból álló épület, a szárnyak egy négyszögletes belső udvart fognak közre. Kétszintes, a Főtér felé eső részén manzárdosított tetővel. Főhomlokzata 5 (2+3) tengelyes. Az épület alatt húzódó, boltíves folyosó összeköti a Főteret a Rózsapiaccal.

## Képek

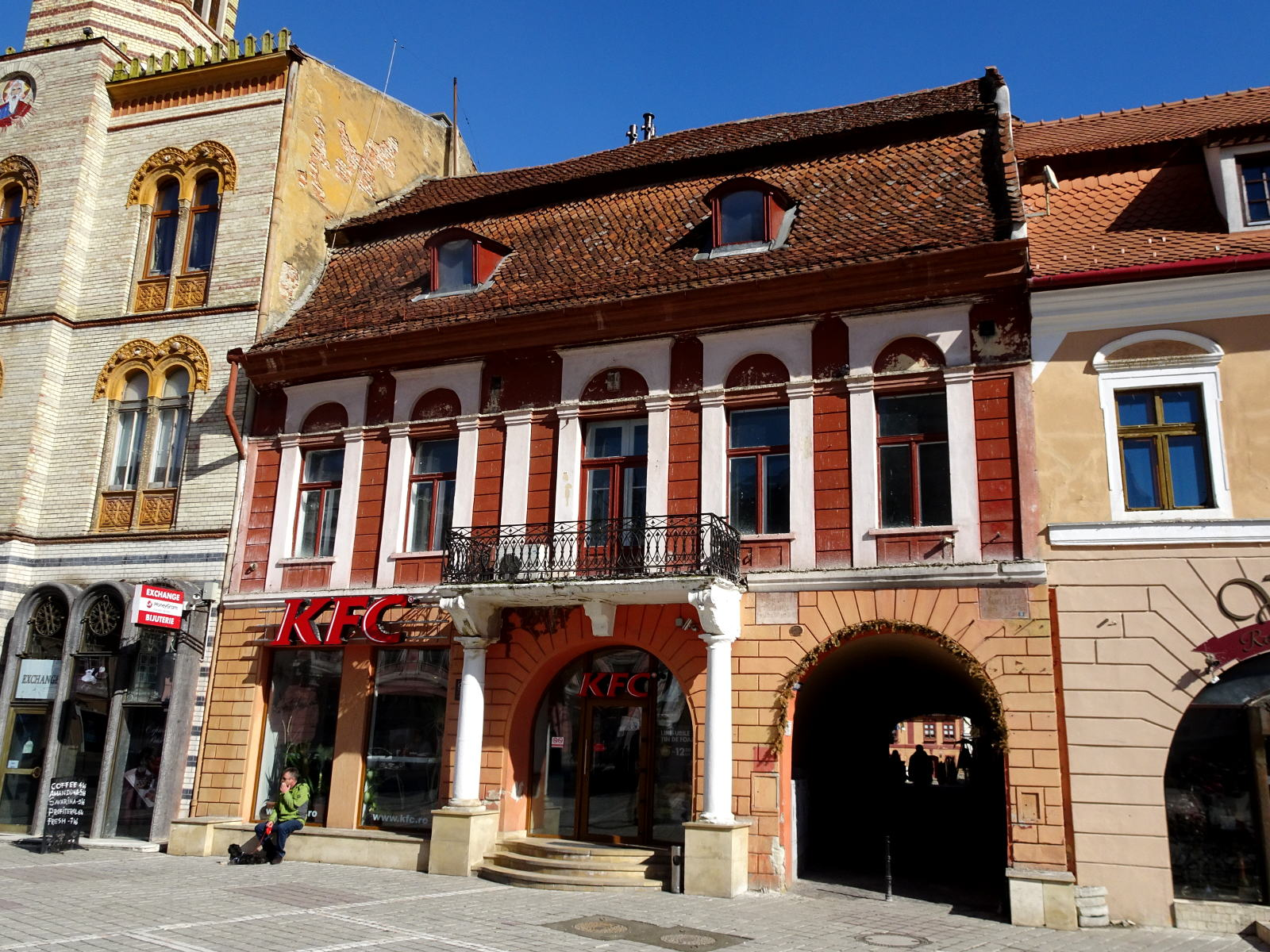
A ház homlokzata
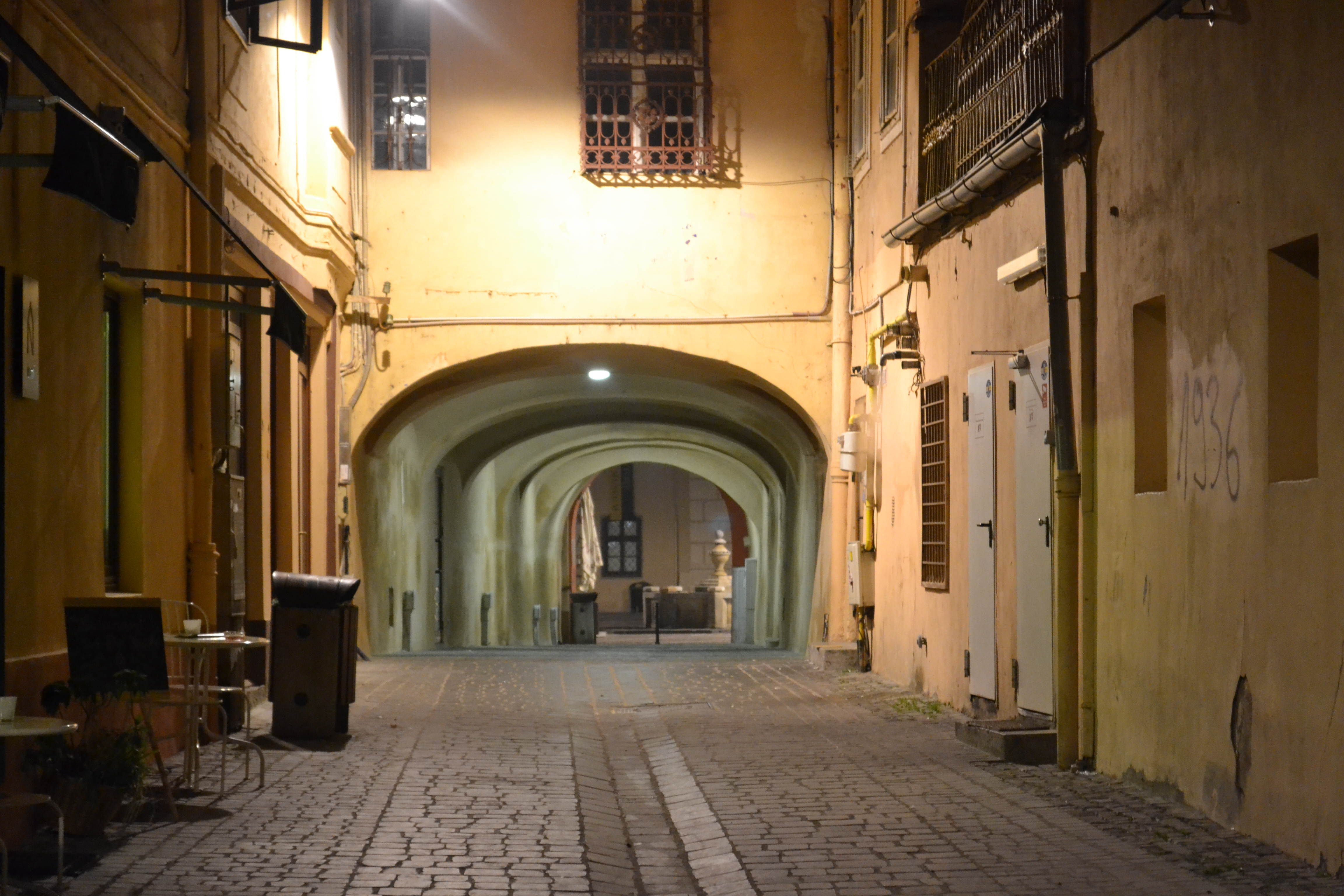
Átjáró a Rózsapiac felől
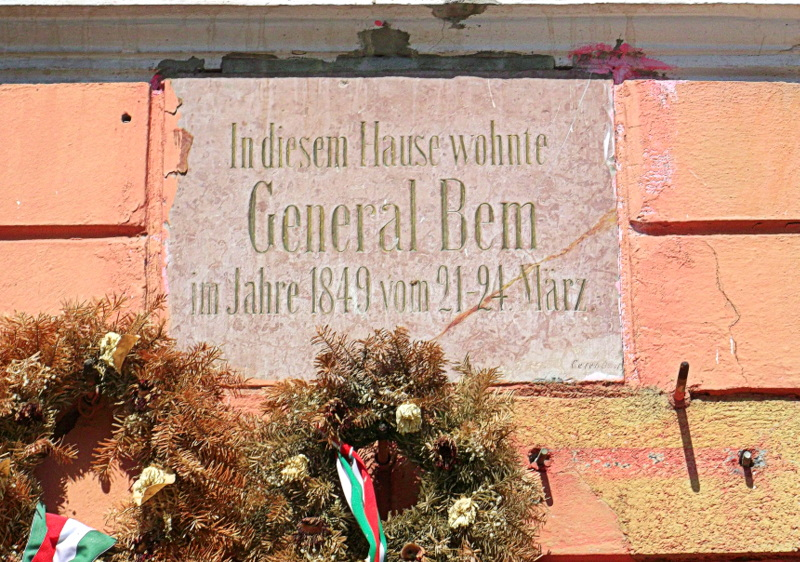
Az 1895-ös emléktábla
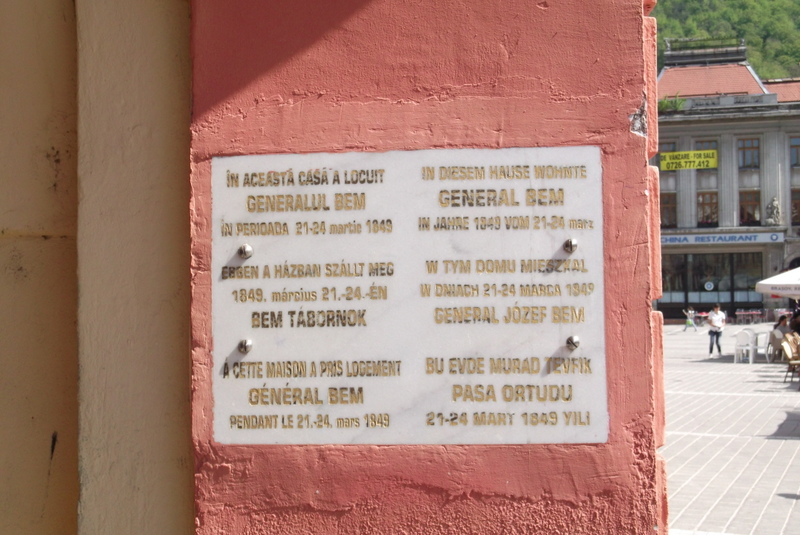
A 2008-as emléktábla
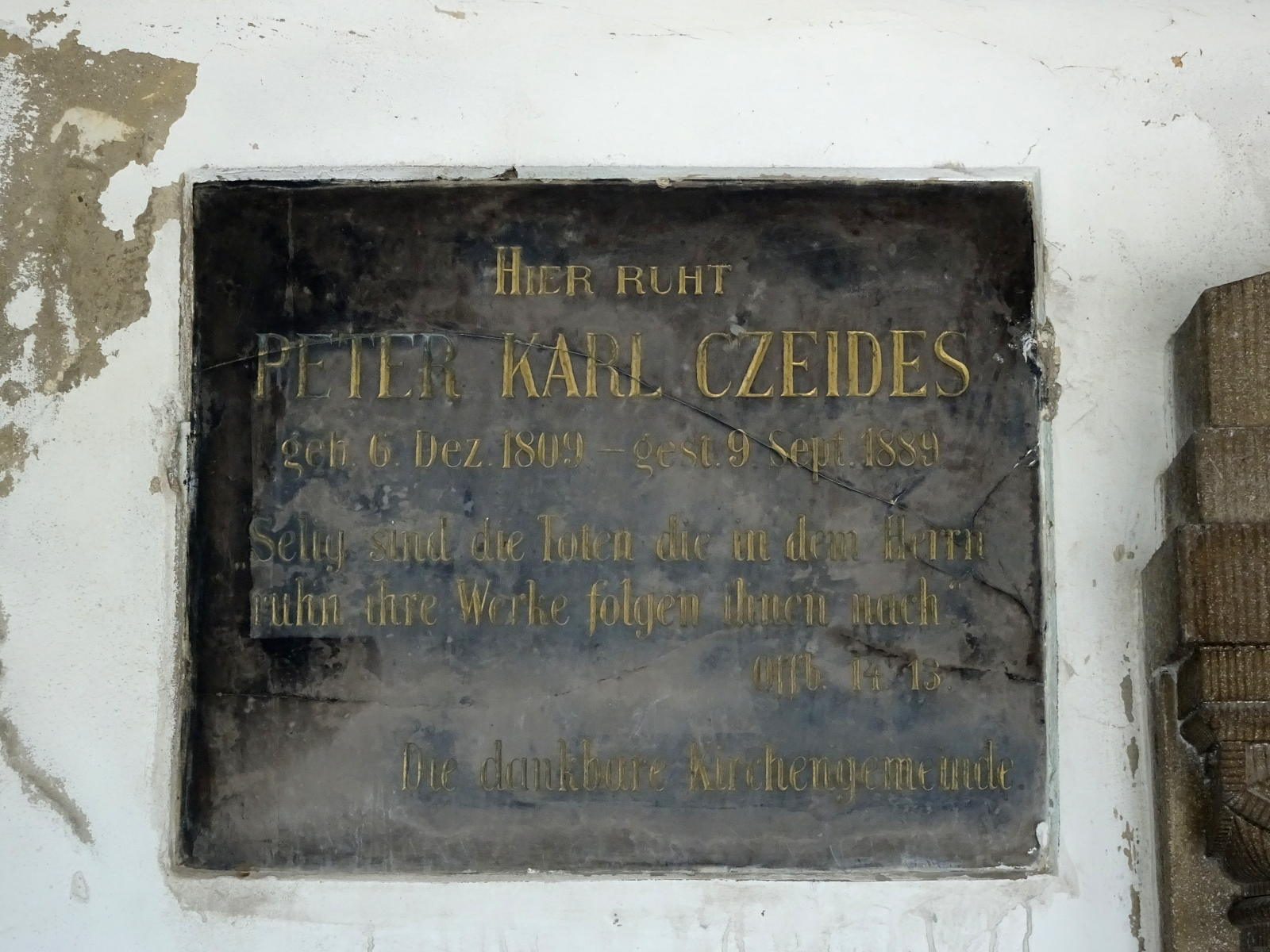
Czeides kriptája az evangélikus temetőben